# Valle de Valdelaguna
Valle de Valdelaguna är en kommun i Spanien.   Den ligger i provinsen Provincia de Burgos och regionen Kastilien och Leon, i den norra delen av landet, 190 km norr om huvudstaden Madrid. Antalet invånare är 199. Arean är 93 kvadratkilometer.
Terrängen i Valle de Valdelaguna är kuperad.